# Wanda Capodaglio
Wanda Capodaglio (Asti, 1 de enero de 1889 - Castelfranco di Sopra, 30 de agosto de 1980) fue una actriz de teatro, cine y televisión italiana.

## Biografía

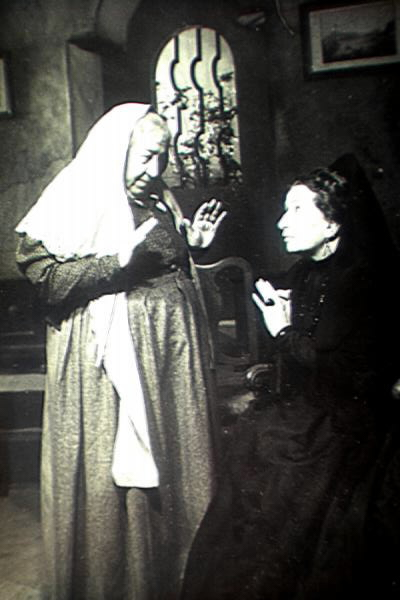
Bella Starace Sainati y Capodaglio en una representación de 1947 de La casa de Bernarda Alba.

Perteneció a una familia del teatro italiano originaria del Veneto. Su hermano fue el famoso actor Ruggero Capodaglio (1880-1946), casado con Anna Gramatica.
Debutó en 1915 con Irma Gramatica y Pio Campa, con quien se casó y formó su familia. 
Hizo teatro de repertorio, del que se la recuerda en La casa de Bernarda Alba, de Lorca y Extraño interludio, de Eugene O'Neill, en obras de Pirandello y, muy especialmente, en Topaze, de Ferenc Molnár.
En el conservatorio Silvio D'Amico formó a actores como Vittorio Gassman, Tino Buazzelli, Gian Maria Volonté, Giancarlo Sbragia, Monica Vitti y Rossella Falk.
En televisión trabajó en Piccole donne (Mujercitas) en 1955, en una telenovela basada en el libro Jane Eyre en 1957, y en David Copperfield en 1965.